# Spoorlijn Alençon - Domfront
De spoorlijn Alençon - Domfront was een Franse spoorlijn van Alençon naar Domfront. De lijn was 68,2 km lang en heeft als lijnnummer 432 000.

## Geschiedenis
De lijn werd in gedeeltes geopend door de Compagnie des chemins de fer de l'Ouest, van Alençon naar Pré-en-Pail op 19 september 1880 en van Pré-en-Pail naar Domfront op 26 mei 1881. Op 15 mei 1938 is de lijn gesloten voor personenvervoer. Sinds 1955 is ook stapsgewijs het goederenverkeer opgeheven, het laatste gedeelte tussen Alençon en Pré-en-Pail sloot in 2008. Sindsdien is de lijn nagenoeg volledig opgebroken op een klein gedeelte in Alençon na.

## Aansluitingen
In de volgende plaatsen is of was er een aansluiting op de volgende spoorlijnen:
Alençon
RFN 423 000, spoorlijn tussen Alençon en Condé-sur-Huisne
RFN 430 000, spoorlijn tussen Le Mans en Mézidon
Pré-en-Pail
RFN 435 000, spoorlijn tussen Pré-en-Pail en Mayenne
Couterne
RFN 433 000, spoorlijn tussen Couterne en La Ferté-Macé
Domfront
RFN 436 000, spoorlijn tussen La Chapelle-Anthenaise en Flers
RFN 437 000, spoorlijn tussen Domfront en Pontaubault